# Daldinia govorovae
Daldinia govorovae är en svampart som beskrevs av Lar.N. Vassiljeva & M. Stadler 2008. Daldinia govorovae ingår i släktet Daldinia och familjen kolkärnsvampar.   Inga underarter finns listade i Catalogue of Life.